# Liste der Mitglieder des Ersten Vereinigten Landtages der Provinz Sachsen
Diese Liste nennt die Mitglieder des Ersten Vereinigten Landtages aus der Provinz Sachsen 1847.

## Hintergrund
Formal war der Vereinigte Landtag ein gemeinsames Zusammenkommen der Provinziallandtage Preußens. Entsprechend setzte sich die Gruppe der Abgeordneten aus der Provinz Sachsen so zusammen, wie der Provinziallandtag der Provinz Sachsen.

## Liste der Abgeordneten
| Kurie                                 | Wahlbezirk                                                | Abgeordneter                                           | Anmerkung |
| Stand der Prälaten, Grafen und Herren | Dom-Kapitel zu Merseburg                                  | Friedrich von Krosigk                                  | stellvertretender Landtags-Marschall |
| Stand der Prälaten, Grafen und Herren | Dom-Kapitel zu Naumburg                                   | Vollrath von Krosigk                                   | Von Krosigk ließ sich durch Eduard von Rabenau vertreten |
| Stand der Prälaten, Grafen und Herren | Virilstimme                                               | Graf Henrich zu Stolberg-Wernigerode                   | Landtags-Marschall |
| Stand der Prälaten, Grafen und Herren | Virilstimme                                               | Josef Christian Ernst Ludwig Graf zu Stolberg-Stolberg | |
| Stand der Prälaten, Grafen und Herren | Virilstimme                                               | Graf August zu Stolberg-Roßla                          | |
| Stand der Prälaten, Grafen und Herren | Besitzer des Amts Walternienburg                          | Herzog Leopold IV. Friedrich von Anhalt-Dessau         | vertreten durch den Grafen Friedrich zu Solms-Rösa |
| Ritterschaft                          | Kollektivstimme der Besitzer großer Familienfideikommisse | Ludwig Graf von der Asseburg                           | Vize-Oberjägermeister, Reindorf |
| Ritterschaft                          |                                                           | Kammerherr Hans Constantin Freiherr von Bodenhausen    | Burgkemnitz |
| Ritterschaft                          |                                                           | Wilhelm von Bonin                                      | Oberpräsident |
| Ritterschaft                          |                                                           | von Brauchitsch                                        | Deichhauptmann, Kreisdeputierter und Premierleutnant a. D. auf Scharteuke / Aufgrund dessen Erkrankung trat sein Stellvertreter, Otto von Bismarck in den Vereinigten Landtag ein |
| Ritterschaft                          |                                                           | Otto von Bismarck                                      | als Stellvertreter von von Brauchitsch nach dessen Erkrankung |
| Ritterschaft                          |                                                           | Ludwig Franz von Breitenbauch                          | Kammerherr zu Brandenstein im Kreis Ziegenrück; In seiner Abwesenheit vertreten durch von Werthern                                                                                |
| Ritterschaft                          |                                                           | Ottobald Freiherr von Werthern Werthern                | Ritter auf Schloss Beichlingen im Kreis Eckartsberga; Vertreter für von Breitenbauch                                                                                              |
| Ritterschaft                          |                                                           | Karl von Byla                                          | Landrat zu Nordhausen |
| Ritterschaft                          |                                                           | Ernst von Friesen                                      | Kammerherr Freiherr Ernst von Friesen auf Hammelburg im Mansfelder Gebirgskreis                                                                                                   |
| Ritterschaft                          |                                                           | Garke                                                  | Kreisverordneter |
| Ritterschaft                          |                                                           | Graf August Hippolyt von Gneisenau                     | Major a. D. Sommerschenburg |
| Ritterschaft                          |                                                           | Heinrich Moritz Albrecht von Grävenitz                 | Erbtruchsess, Rittergutsbesitzer auf Queetz |
| Ritterschaft                          |                                                           | Gustav von Gustedt                                     | Landrat, Gutsherr auf Dardesheim |
| Ritterschaft                          |                                                           | Friedrich Ernst von Hanstein                           | Landrat in Heiligenstadt |
| Ritterschaft                          |                                                           | Hans Graf von Helldorff (Wolmirstedt)                  | Kammerherr von Helldorff auf Bebra – Kreis Querfurt |
| Ritterschaft                          |                                                           | Heinrich von Helldorff-Bedra                           | Generaldirektor der Land-Feuer-Societät für das Herzogtum Sachsen |
| Ritterschaft                          |                                                           | von Burkersrode                                        | als Stellvertreter von Heinrich von Helldorff |
| Ritterschaft                          |                                                           | Carl von Helldorff (St. Ulrich)                        | Kammerherr, Landrat |
| Ritterschaft                          |                                                           | Bernhard von Kerssenbrock                              | Landrat |
| Ritterschaft                          |                                                           | Carl von Lattorf                                       | Kreisdeputierter |
| Ritterschaft                          |                                                           | Moritz von Leipziger                                   | Landrat |
| Ritterschaft                          |                                                           | Ludwig von Minnigerode                                 | Baron, Majoratsbesitzer Braunschweig |
| Ritterschaft                          |                                                           | Otto von Münchhausen                                   | Landrat aus Cölleda |
| Ritterschaft                          |                                                           | Carl von Münchhausen (Straußfurth)                     | Landrat im Landkreis Weißensee |
| Ritterschaft                          |                                                           | Hermann Engelhard von Nathusius                        | Rittergutsbesitzer in Hundisburg |
| Ritterschaft                          |                                                           | von Schierstedt                                        | Kreisdeputierter in Dahlen |
| Ritterschaft                          |                                                           | von Stammer                                            | Leutnant a. D. in Camitz |
| Ritterschaft                          |                                                           | Otto August von Veltheim                               | Landrat |
| Ritterschaft                          |                                                           | von Wedell                                             | Regierungs- und Forstrat in Magdeburg |
| Ritterschaft                          |                                                           | Carl Friedrich Heinrich Levin von Wintzingerode        | Staatsminister |
| Ritterschaft                          |                                                           | von Bodungen                                           | Vertreter für Carl Friedrich Heinrich Levin von Wintzingerode |
| Ritterschaft                          |                                                           | Wilhelm von Wintzingerode-Knorr                        | Landrat |
| Ritterschaft                          |                                                           | Julius von Zech-Burkersroda                            | Kreisdeputierter |
| Städte                                |                                                           | Karl August Wilhelm Bertram                            | Geheimer Regierungsrat und Oberbürgermeister, Halle |
| Städte                                |                                                           | Gustav Coqui                                           | Kaufmann, Magdeburg |
| Städte                                |                                                           | Diethold                                               | Bürgermeister, Sömmerda |
| Städte                                |                                                           | Gustav Douglas                                         | Bürgermeister, Aschersleben |
| Städte                                |                                                           | Karl Theodor Gier                                      | Bürgermeister, Mühlhausen |
| Städte                                |                                                           | Giese                                                  | Kaufmann, Wittenberg |
| Städte                                |                                                           | Heyer                                                  | Justiz-Commissarius, Halberstadt |
| Städte                                |                                                           | Friedrich Lucanus                                      | Apotheker, Halberstadt |
| Städte                                |                                                           | Ernst Keferstein                                       | Kaufmann und Fabrikant, Merseburg |
| Städte                                |                                                           | Kerl                                                   | Brauherr, Langensalza |
| Städte                                |                                                           | Kersten                                                | Bürgermeister, Hettstedt |
| Städte                                |                                                           | Lindner                                                | Magistrats-Assessor und Apotheker, Weissenfels |
| Städte                                |                                                           | Michaelis                                              | Medizinalrat, Magdeburg |
| Städte                                |                                                           | Müller                                                 | Kaufmann, Wegesleben |
| Städte                                |                                                           | Johann Friedrich August Ramsthal                       | Fabrikant und Stadtrat, Nordhausen |
| Städte                                |                                                           | Rasch                                                  | Bürgermeister, Naumburg |
| Städte                                |                                                           | Schier                                                 | Bürgermeister und Justiziar, Freiburg |
| Städte                                |                                                           | Heinrich Schilling                                     | Hüttenbesitzer, Suhl |
| Städte                                |                                                           | Schmidt                                                | Ökonom und Brennereibesitzer, Quedlinburg |
| Städte                                |                                                           | Schneider                                              | Bürgermeister, Schönebeck |
| Städte                                |                                                           | Schulze                                                | Ziegeleibesitzer, Wanzleben |
| Städte                                |                                                           | Tölle                                                  | Bürgermeister, Bleicherode |
| Städte                                |                                                           | Ludwig Wilhelm Uthemann                                | Kaufmann, Sandau |
| Städte                                |                                                           | Vollandt                                               | Kaufmann, Erfurt |
| Städte                                |                                                           | Zeising                                                | Ökonom, Brehna |
| Landgemeinden                         |                                                           | Becker                                                 | Ortsrichter, Pauscha |
| Landgemeinden                         |                                                           | Dorenberg                                              | Ackergutsbesitzer, Hohnstedt |
| Landgemeinden                         |                                                           | Eule                                                   | Erblehnrichter, Oehna |
| Landgemeinden                         |                                                           | Giesler                                                | Schultheiß, Tröchtelborn |
| Landgemeinden                         |                                                           | Hanisch                                                | Ortsrichter, Arzberg |
| Landgemeinden                         |                                                           | Hartmann                                               | Ortsschulze, Langenstein |
| Landgemeinden                         |                                                           | Lorenz                                                 | Gutsbesitzer, Geismar |
| Landgemeinden                         |                                                           | Mewes                                                  | Ortsschulze, Groß Wulkow |
| Landgemeinden                         |                                                           | Petzold                                                | Gutsbesitzer, Dobian |
| Landgemeinden                         |                                                           | Schmidt                                                | Ortsschulze, Borgau |
| Landgemeinden                         |                                                           | Seltmann                                               | Gutsbesitzer, Rodden |
| Landgemeinden                         |                                                           | Vattenroth                                             | Ortsschulze, Klein Bartloff |
| Landgemeinden                         |                                                           | Zachau                                                 | Hofbesitzer, Barleben |